# 横田ひとみ
横田 ひとみ（よこた ひとみ、1966年1月10日 - ）は、日本の元タレント・女優・歌手。
所属していた事務所は東京宝映テレビ（1982年まで） → サンシャインミュージック（1983年から）。

## 来歴・人物
佐賀県神埼郡出身。13歳、中学2年生の時に東京宝映テレビ入り。1979年、テレビドラマ『燃えろアタック』でデビュー。東京都立一橋高等学校卒業。
1983年には戸塚ヨットスクールを題材とした映画『スパルタの海』にヒロイン役で出演。
本人はかねてより歌手志望であり、歌手デビューが決まって東京宝映テレビからサンシャインミュージックへ移籍。リバスター音産から1983年6月21日発売のシングル『ローレライ』で歌手デビュー。しかしレコードリリースはこの1枚で終わっている。
レギュラー出演していた仙台放送『サタデーマガジンα』が1987年2月で終了して以降、及び1988年3月4日放送のフジテレビのドラマ『ザ・ドラマチックナイト「となりの女」』以降の活動は不明。
公表していたサイズは身長154cm、B80cm、W56cm、H83cm（1981年〜1982年当時）。血液型はB型。尊敬する人物は宮城まり子。趣味はハンカチやアクセサリーのコレクション。特技は縄跳びで、二重跳び連続200回の記録を持っていた。またスポーツでは、高校で陸上競技の600m走の選手だった。音楽は普段はジャズやボサノバを良く聴き、フィーリングの好きなシンガーとして門あさ美、松原みきを挙げていたことがある。

## ディスコグラフィー

### シングル
- ローレライ（リバスター音産、1983年6月21日発売　EP:7RC-0004）
  - A面：「ローレライ」 作詞：藤波研介／作曲・編曲：杉村俊博
  - B面：「かざぐるま」 作詞：伊井田朗／作曲：幸耕平／編曲：倉田信雄

## 出演

### テレビドラマ
- 燃えろアタック （テレビ朝日、東映）- 村中愛 役（第14話から）
- ただいま放課後 （フジテレビ、東宝）
- GOGO! チアガール （TBS、東宝）- ひとみ 役[3]
- 秘密のデカちゃん （TBS、大映テレビ　1981年）- 第3話「昌子が同居! 新婚家庭は北寒港」、第7話「署長マッサオ! 娘15の結婚宣言」
- ザ・ハングマン （朝日放送、松竹芸能）- 第47話（1981年10月9日放送）「生か死か!? ドラゴン危うし」- 西田千秋 役[5]
- ザ・ハングマンII （朝日放送、松竹芸能）- 第8話（1982年7月23日放送）「女子高生 ラブホテル殺人事件」- 笹森由美 役[5]
- 青春はみだし刑事 （よみうりテレビ、東宝）
- 水曜ドラマスペシャル『早すぎた結婚 遅すぎた恋』 （TBS　1985年6月05日・1985年6月12日）
- ザ・ドラマチックナイト『となりの女』 （フジテレビ 1988年3月4日）
（[8]）

### テレビバラエティ
- サタデーマガジンα （仙台放送）- 2代目アシスタント

### 映画
- スパルタの海 （東宝東和　1983年製作、2011年10月公開）- 沢明子 役
- みゆき （東宝　1983年9月16日公開）- 矢内清美 役

### CM
- セブンイレブン「ロレンスさま編」[7]